# Rudolf Mumenthaler

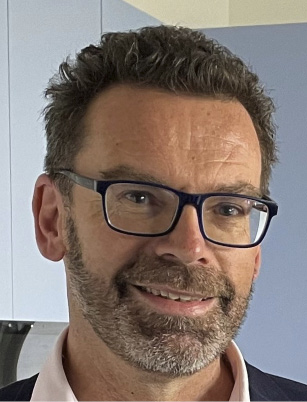
Rudolf Mumenthaler (2023)

Rudolf Mumenthaler (* 2. September 1962 in Burgdorf BE) ist ein Schweizer Bibliothekswissenschaftler, Sachbuchautor und seit 2020 Direktor der Universitätsbibliothek Zürich der Universität Zürich.

## Leben
Nach dem Studium der Geschichtswissenschaft und anschliessender Promotion an der Universität Zürich arbeitete Mumenthaler ab 1997 erst als Leiter der Spezialsammlungen an der ETH-Bibliothek in Zürich, bevor er dort 2009 die Leitung des Marketings und des Innovationsmanagements übernahm. 2012 erfolgte die Berufung als Professor für Bibliothekswissenschaft an der Hochschule für Technik und Wirtschaft Chur. Von August 2017 bis Ende 2020 war er Direktor der Zentral- und Hochschulbibliothek Luzern. Anfangs 2021 übernahm er die Leitung der Universitätsbibliothek Zürich.
Mumenthaler ist unter anderem im Vorstand von Bibliosuisse und war Herausgeber der Zeitschrift Informationspraxis.

## Publikationen (Auswahl)
- Rudolf Mumenthaler: „Keiner lebt in Armuth“: Schweizer Ärzte im Zarenreich. Rohr, Zürich 1991, ISBN 3-85865-703-4, S. 267.
- Rudolf Mumenthaler: Im Paradies der Gelehrten. Schweizer Wissenschaftler im Zarenreich 1725–1917. Rohr, Zürich 1996, ISBN 3-85865-632-1, S. 665.
- Rudolf Mumenthaler: Forscher auf Reisen: Fotografien als wissenschaftliches Souvenir. ETH-Bibliothek, Zürich 2008, ISBN 978-3-909386-08-6, S. 140 (deutsch, englisch, der Katalog erscheint zur Ausstellung der ETH-Bibliothek Zürich, 19. Mai bis 9. Juni 2008).
- Rudolf Mumenthaler: Reorganisation einer Bibliothek. De Gruyter, Berlin 2013, ISBN 978-3-11-027435-6, S. 206.
- Birgit Fingerle und Rudolf Mumenthaler: Innovationsmanagement in Bibliotheken. De Gruyter, Berlin/Boston 2016, ISBN 978-3-11-033885-0, S. VIII, 176.